# Австралия на «Детском Евровидении»
После того, как Австралии было дано разрешение на участие в конкурсе песни Евровидение, страна объявила 7 октября 2015 года, что будет участвовать в Детском конкурсе песни Евровидение 2015 в Софии, Болгария. За всё это время страна участвовала 6 раз. Лучший результат был в 2017 и 2018 — 3 место. Худший результат был в 2015 и 2019 годах — 8 место. Страна ни разу не принимала конкурс и не выигрывала его.

## Участники
| 2015                              | София    | Белла Пейдж    | «My Girls»     | «Мои девочки»   | Английский | 8 | 64  |
| 2016                              | Валлетта | Алекса Кертис  | «We Are»       | «Мы»            | Английский | 5 | 202 |
| 2017                              | Тбилиси  | Изабелла Кларк | «Speak Up!»    | «Скажи!»        | Английский | 3 | 172 |
| 2018                              | Минск    | Джаэль Уена    | «Champion»     | «Чемпион»       | Английский | 3 | 201 |
| 2019                              | Гливице  | Джордан Энтони | «We Will Rise» | «Мы воскреснем» | Английский | 8 | 121 |
| Не участвовала с 2020 по 2025 год |          |                |                |                 |            |   |     |

### 2015 год
В этом году Австралия дебютировала на конкурсе. Первой представительницей страны стала Белла Пейдж с песней «My Girls». Набрав 64 балла, страна занимает 8 место.

### 2016 год
Страна снова принимает участие в конкурсе. Второй представительницей страны стала Алекса Кертис, которая исполнила песню «We Are». Австралия занимает 5 место.

### 2017 год
На «Детском Евровидении — 2017» Изабелла Кларк с песней «Speak Up!» принесла своей стране первый лучший результат — 3 место, набрав 172 балла.

### 2018 год
В Минске, Беларусь, где проходило «Детское Евровидение — 2018», Джаэль Уена с песней «Champion» снова приносит Австралии 3 место, набрав 201 балл.

### 2019 год
Джордан Энтони с песней «We Will Rise» снова принёс своей стране в 2019 году 8 место, набрав 121 балл

### 2020—2025 год
Страна отказалась от участия на Детское Евровидение-2020 из-за эпидемии COVID-19. В 2021 - 2025 страна не участвовала в конкурсе.

## Фотогалерея

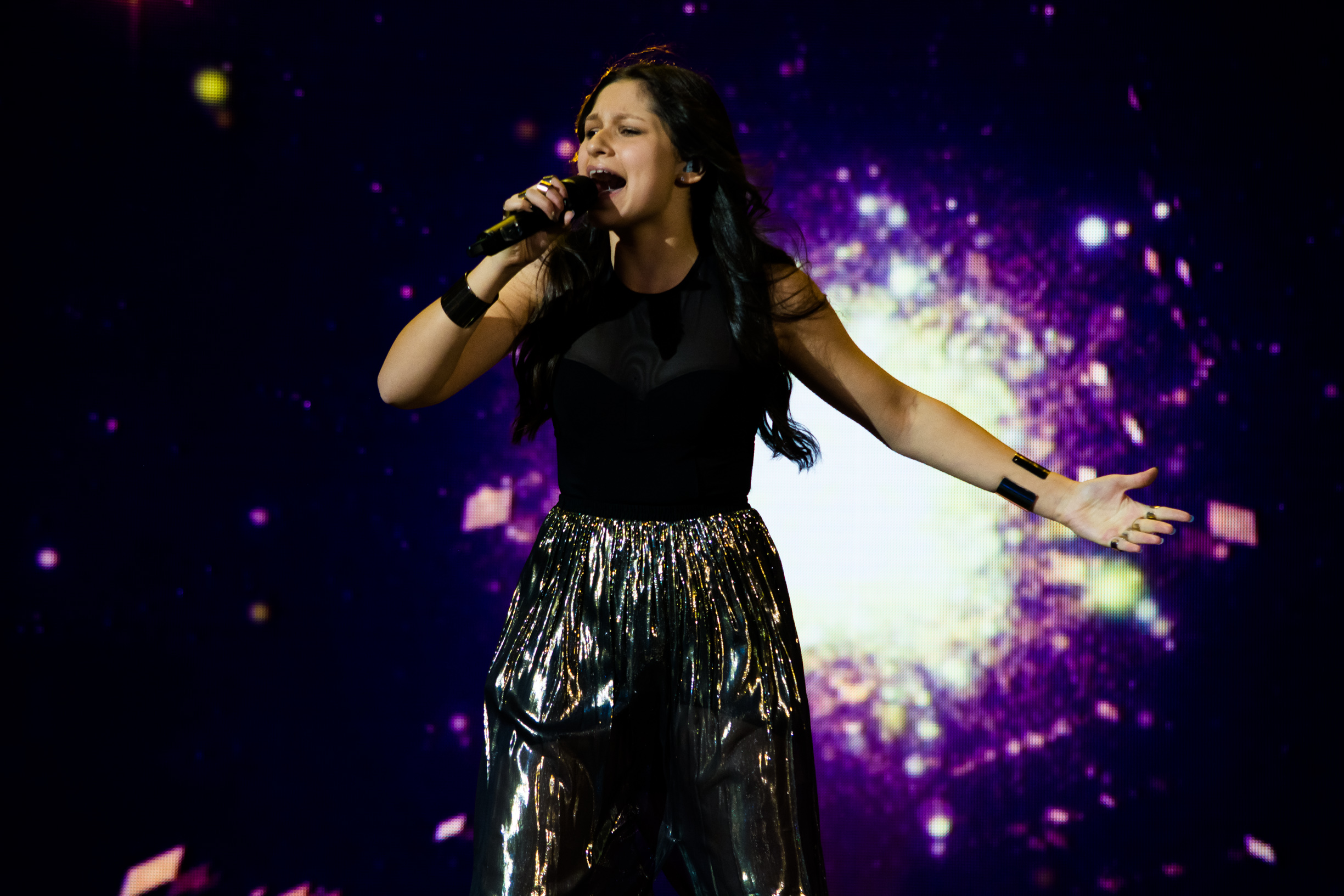
Белла Пейдж в Софии (2015)
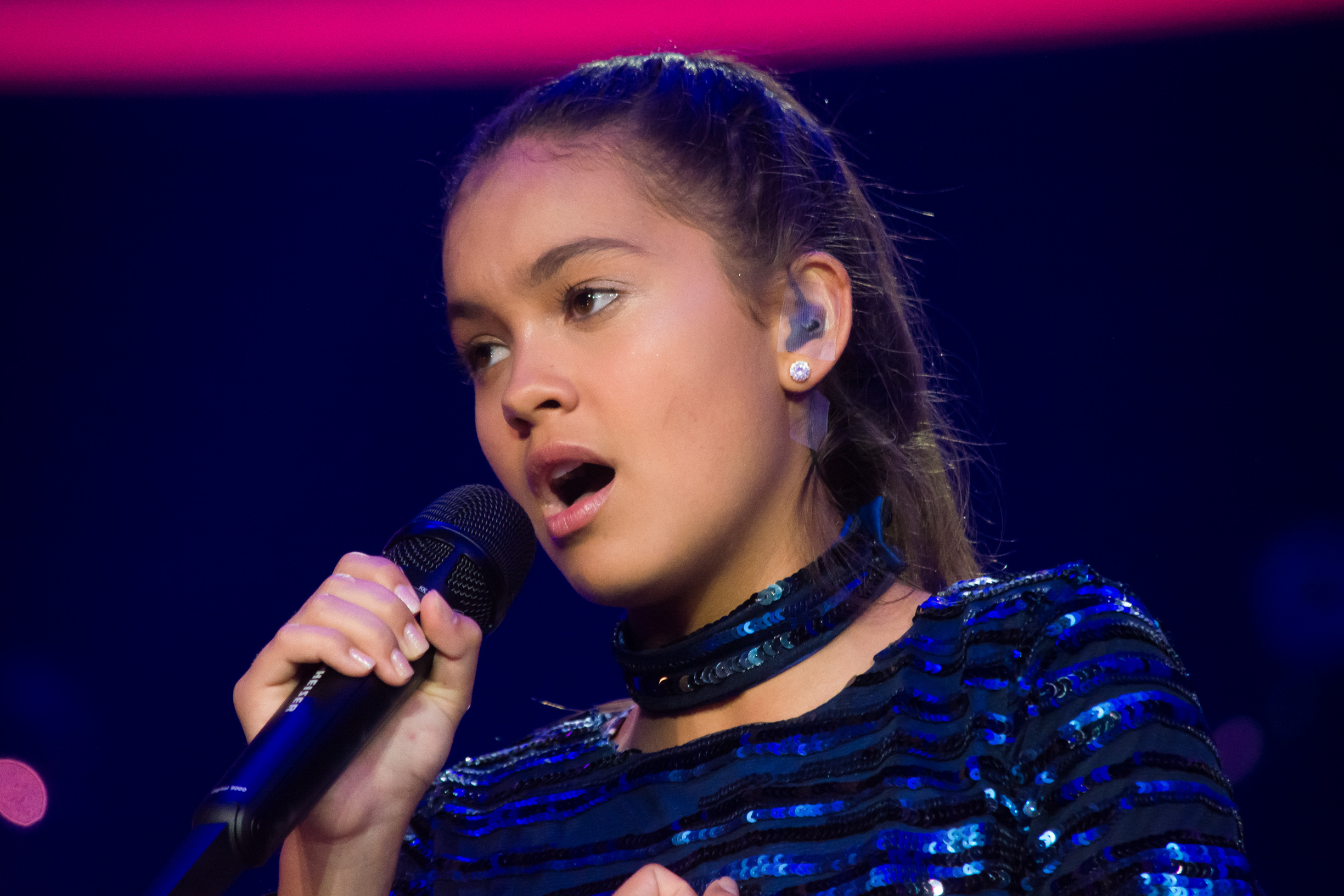
Алекса Кертис в Валетте (2016)
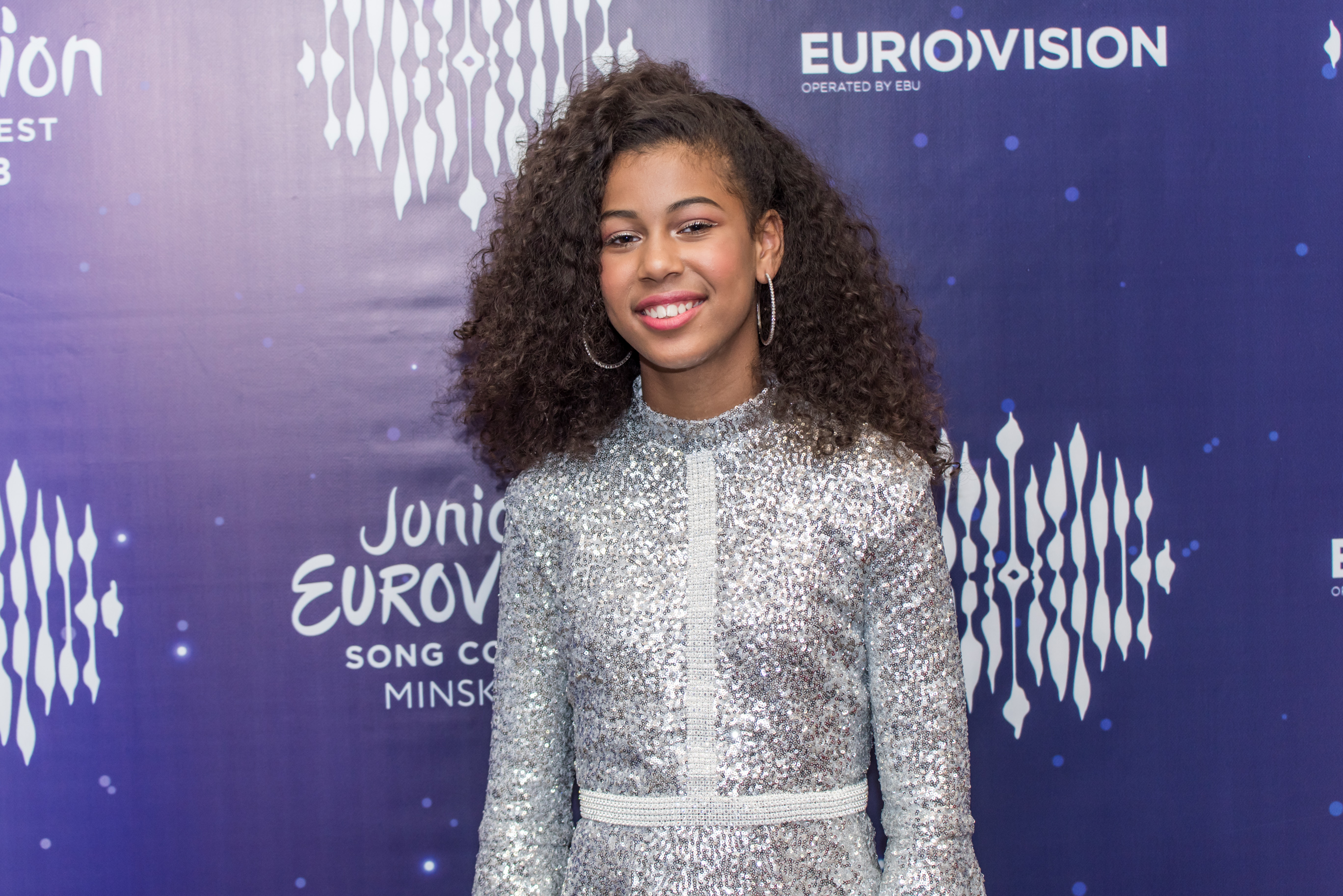
Джаэль Уена в Минске (2018)